# Malesická skála
Malesická skála je přírodní památka severně od Malesic v okrese Plzeň-město. Nachází se v údolí Chotíkovského potoka asi 1,5 kilometru od vesnice. Důvodem ochrany je malá skalní věž v karbonských usazeninách říčního proudu, kde různá rychlost toku zapříčinila odlišné složení usazených vrstev s rozdílnou odolností vůči zvětrávání. Věž má na vrcholu náznak pokličky.

## Historie
Malesická skála a její nejbližší okolí pravděpodobně nikdy nebylo zemědělsky obhospodařováváno ani odlesněno. Je možné, že zde v minulosti mohla probíhat lesní pastva dobytka, ale les na lokalitě je ovlivněn především lesnickým hospodařením. Samotná skála bývala a je využívána horolezci.
Chráněné území poprvé vyhlásil okresní národní výbor Plzeň-sever dne 12. července 1974 v kategorii chráněný přírodní výtvor. Podruhé byla přírodní památka vyhlášena 6. října 2009 Krajským úřadem Plzeňského kraje. V Ústředním seznamu ochrany přírody je evidována pod číslem 611.

## Přírodní poměry
Chráněné území měří 0,0329 hektaru a nachází se v nadmořské výšce 367–376 metrů v katastrálním území Malesice. Okolo přírodní památky se rozkládá vyhlášené ochranné pásmo s rozlohou 0,3143 hektaru.

### Abiotické podmínky
Geologické podloží tvoří svrchnokarbonské pískovce a slepence. Ve stavbě skalní věže se střídají slepence a písčité arkózy týneckého souvrství. Jednotlivé vrstvy hornin dosahují mocnosti až několika decimetrů a dokládají změny rychlosti a tím i unášecí síly vodního toku v karbonu. Těleso porušené systémem puklin prosytily hydroxidy železa (zejména limonit), čímž se sedimentární horniny zpevnily, a staly se odolnějšími vůči zvětrávání. Tzv. železivce se vytvořily na styku vrstev hornin, ale pronikají i napříč vrstvami.
V geomorfologickém členění Česka leží lokalita v Plaské pahorkatině, konkrétně v podcelku Kaznějovská pahorkatina a v okrsku Hornobřízská pahorkatina. Skála se nachází na levé straně asymetrického údolí Malesického potoka. Zatímco výška pravého břehu se pohybuje okolo tří metrů, levý břeh dosahuje výšky asi dvacet metrů. Ve spodní části je svah strmý a v horní příkře ukloněný. Z ohybu svahu vybíhá vejčitá skalní věž s rozměry 7 × 15 metrů a výškou asi dvacet metrů. Polohy železivců ovlivňují rychlost zvětrávání, a na povrchu skály tak vznikají drobné jamky a hrbolky nebo mohutnější římsovité a lištovité výčnělky. Barevné odstíny slepenců jsou způsobené oxidy a hydroxidy železa, které se sráží z látek rozpuštěných prosakující vodou. Ve vrcholové části se nacházejí odolnější vrstvy hornin, které vytváří náznak pokličky. Povrch skály je poškozován turisty a horolezci, kteří odlamují vrstvy železivců a drolí méně odolné slepence.
Jediným půdním typem, který se v okolí skály vyvinul, je kambizem typická a místy kambizem rubefikovaná.
Území odvodňuje Malesický potok, který je levostranným přítokem Mže, a patří tedy k povodí Berounky. V rámci Quittovy klasifikace podnebí se přírodní památka nachází v mírně teplé oblasti MT11, pro kterou jsou typické průměrné teploty −3 až −4 °C v lednu a 15–16 °C v červenci. Roční úhrn srážek dosahuje 850–1000 milimetrů. V období 1961–1990 byla průměrná teplota 7,1–8 °C a normál ročních srážkových úhrnů se pohyboval v rozmezí 501–550 milimetrů.

### Flóra a fauna
Předmětem ochrany je geologická lokalita, na které nebyl proveden žádný inventarizační průzkum druhů fauny ani flóry. Chráněné území pokrývá dubový bor borůvkový.

## Přístup
Malesická skála je přístupná po žlutě značené turistické trase z Malesic do Chotíkova.